# Campylorhamphus
Campylorhamphus é um género de aves da família Furnariidae, subfamília Dendrocolaptinae.

## Espécies
- Campylorhamphus trochilirostris (Lichtenstein, 1820) - Arapaçu-beija-flor
- Campylorhamphus falcularius (Vieillot, 1822) - Arapaçu-de-bico-torto
- Campylorhamphus pusillus (Sclater, PL, 1860)
- Campylorhamphus procurvoides (Lafresnaye, 1850) - Arapaçu-de-bico-curvo
- Campylorhamphus cardosoi
- Campylorhamphus gyldenstolpei
- Campylorhamphus multostriatus
- Campylorhamphus probatus
- Campylorhamphus trochilirostris trochilirostris